# Liste des évêques de Ngong
Liste des évêques de Ngong
(Dioecesis Ngongensis)
La préfecture apostolique de Ngong est érigée le 29 octobre 1959, par détachement du diocèse de Kisumu et de l'archidiocèse de Nairobi.
Elle est elle-même érigée le 9 décembre 1976 en diocèse de Ngong.

## Sont préfets apostoliques
- 15 janvier 1960-16 janvier 1964 : Joannes Ier de Reeper
- 9 juillet 1964-9 décembre 1976 : Colin Davies (Colin Cameron Davies)

## Sont évêques
- 9 décembre 1976-23 novembre 2002 : Colin Davies (Colin Cameron Davies), promu évêque.
- 23 novembre 2002-1er août 2009 : Cornelius Schilder
- 1er août 2009-7 janvier 2012 : siège vacant
- depuis le 7 janvier 2012 : John II Oballa Owaa

## Sources
- L'ANNUAIRE PONTIFICAL, sur le site http://www.catholic-hierarchy.org, à la page